# Wepener
Wepener ist eine Stadt mit 1281 Einwohnern (Stand: 2011). Benachbart ist das Township Qibing mit 8272 Einwohnern. Wepener liegt in der Metropolgemeinde Mangaung der südafrikanischen Provinz Freistaat. Bis 2016 gehörte Wepener zur Lokalgemeinde Naledi, Distrikt Xhariep. Sie liegt an der Straße R702, 105 Kilometer südöstlich von Bloemfontein, nahe der Grenze zu Lesotho.
Benannt ist die Stadt nach dem Buren-Kommandanten Louw Wepener, der 1865 im Krieg der Buren gegen die Basotho unter deren Anführer Moshoeshoe I. am Thaba Bosiu getötet wurde. Wepener wurde 1867 am Ufer des Jammerdrif, einem Nebenfluss des Caledons, gegründet. Heute ist die Stadt das wirtschaftliche Zentrum der landwirtschaftlich geprägten Gemeinde mit Rinder- und Schaffarmen, Milchwirtschaft, Weizen- und Maisanbau.

## Geschichte
Um 1890 war die Jammerdrif Mill in Wepener die größte Getreidemühle in Südafrika. Bis zu 100 Ochsenkarren wurden am Tag be- und entladen. Bedingt durch diesen schwunghaften Handel wurde 1891 der Bau einer Eisenbrücke über den Jammerdrif notwendig, welche durch schottische Ingenieure und Handwerker errichtet wurde. Durch ein Feuer wurde die Mühle 1970 zerstört.

## Sehenswürdigkeiten
- Caledon Nature Reserve
- Caledon River Bridge, eine massive Sandsteinbrücke (Nationaldenkmal)
- City Hall, historisches Gebäude von 1927
- Jammerdrift Battlesite; hier fanden im Zweiten Burenkrieg mehrere Kämpfe statt, mit einem großen Soldatenfriedhof
- Louw Wepener Memorial, eine Bronzestatue, zum 100. Jahrestag des Todes von Louw Wepener errichtet
- San-Felszeichnungen auf der Ventershoek Farm

## Persönlichkeiten
- Vincenz Duncker (* 1884; † nach 1908), Leichtathlet und Medaillengewinner bei den Olympischen Spielen 1906, geboren in Wepener
- Jacobus Johannes Fouché (1898–1980), von 1968 bis 1975 Präsident Südafrikas, geboren in Wepener